# 31 janvier en sport
31 décembre 31 février
Chronologies thématiques
- Croisades
- Ferroviaires
- Disney

Le 31 janvier (31e jour de l'année) en sport.

## Événements

### XIXesiècle
- 1889 :
  - (Omnisports) : l’Union des Sociétés Françaises de course à pied devient l’Union des Sociétés Françaises de Sports Athlétiques (USFSA). Jusque-là exclusivement concerné par l’athlétisme, l’Union admet désormais d’autres sports, chacun d’entre eux étant régi par une commission au sein de l’USFSA.

### XXesièclede1901à1950
- 1910 :
  - (Hockey sur glace) : au cours d'un match contre les Saint-Patricks de Toronto, Joe Malone inscrit 7 buts au cours d'une victoire 10-2 des Bulldogs de Québec dans la Ligue nationale de hockey. Ce record tient toujours.

### XXesièclede1951à2000
- 1988 :
  - (Football américain) : à San Diego, les Washington Redskins s'imposent 42-10 devant les Denver Broncos au Super Bowl XXII de la NFL.
- 1993 :
  - (Football américain) : à Pasadena, les Dallas Cowboys s'imposent 52-17 devant les Buffalo Bills au Super Bowl XXVII de la NFL.
- 1998 :
  - (Rugby à XV) : Bath Rugby remporte la Coupe d'Europe face au CA Brive, 19-18.
- 1999 :
  - (Football américain) : à Miami, les Denver Broncos s'imposent 34-19 devant les Atlanta Falcons au Super Bowl XXXIII de la NFL.

### XXIesiècle
- 2010 :
  - (Handball) : victoire de l'Équipe de France au Championnat d'Europe 25-21 contre la Croatie, qui réalise un triplé historique (Victoire consécutive aux Jeux olympiques 2008, Championnat du monde 2009 et Championnat d'Europe 2010).
- 2014 :
  - (Cyclisme) : le cycliste Robert Marchand, 102 ans, améliore son record de kilomètres parcourus en une heure par un centenaire. Il l'établit désormais à 26,927 contre 24,251 en 2011.
  - (Athlétisme) : le Français Renaud Lavillenie bat le record de France en salle du saut à la perche avec 6,08 m à Bydgoszcz, en Pologne. Il devient ainsi le deuxième homme le plus haut perché de l'histoire, derrière Serguei Bubka.
- 2015 :
  - (Cyclo-cross) : La Française Pauline Ferrand-Prévot devient championne du monde de cyclo-cross sur le circuit de Tábor en République tchèque.
  - (Tennis) : à l'Open d'Australie l'Américaine Serena Williams remporte la finale face à la Russe Maria Sharapova 6-3, 7-6.
- 2016 :
  - (Handball /Championnat d'Europe) : l'Allemagne remporte l'Euro 2016 en dominant l'Espagne (24-17) en finale ce dimanche au terme d'une prestation phénoménale en défense.
  - (Tennis /Grand Chelem) : à Melbourne, le Serbe Novak Djokovic a une nouvelle fois dominé l'Écossais Andy Murray en finale de l'Open d'Australie (6-1 7-5 7-6).
- 2021 :
  - (Cyclo-cross /Mondiaux) : sur la 72e édition des Championnats du monde de cyclo-cross qui se déroule en Belgique à Ostende, victoire du Néerlandais Mathieu van der Poel qui s'impose pour la 4e fois[1]. Chez les femmes, la Néerlandaise Lucinda Brand remporte son premier titre[2].
  - (Handball /Mondial masculin) : en finale du Championnat du monde masculin de handball qui se déroule en Égypte, victoire du Danemark qui s'impose face à la Suède et qui conserve son titre. L'Espagne complète le podium[3].

## Naissances

### XIXesiècle
- 1865 :
  - Henri Desgrange, cycliste sur route puis dirigeant sportif français. Créateur et organisateur du Tour de France. († 16 août 1940).
- 1883 :
  - Arthur Newton, athlète de fond américain. Champion olympique du 4miles et médaillé de bronze du marathon et du 3 000m steeple aux Jeux de Saint-Louis 1904. († 19 juillet 1950).
- 1890 :
  - John Zander, athlète de demi-fond suédois. Médaillé d'argent du 3 000m par équipes aux Jeux de Stockholm 1912 et de bronze aux Jeux d'Anvers 1920. († 9 juin 1967).

### XXesièclede1901à1950
- 1911 :
  - Tommy Ivan, entraîneur de hockey sur glace puis dirigeant sportif canadien. († 25 juin 1999).
- 1913 :
  - Walter Winterbottom, footballeur puis entraîneur anglais. († 16 février 2002).
- 1914 :
  - Jersey Joe Walcott, boxeur américain. Champion du monde des poids lourds du 18 juillet 1951 au 23 septembre 1952. († 25 février 1994).
- 1919 :
  - Jackie Robinson, joueur de baseball américain. († 24 octobre 1972).
- 1930 :
  - Joakim Bonnier, pilote d'endurance et de F1 suédois. (1 victoire en Grand Prix). († 11 juin 1972).
- 1931 :
  - Ernie Banks, joueur de baseball américain. († 23 janvier 2015).
  - Christopher Chataway, athlète de fond puis homme politique britannique. († 19 janvier 2014).
- 1932 :
  - Raymond Kaelbel, footballeur puis entraîneur français. (35 sélections en équipe de France). († 17 avril 2007).
  - André Abadie, joueur de rugby à XV français. (1 sélection en équipe de France). († 2 février 2014).
- 1933 :
  - Camille Henry, hockeyeur sur glace puis entraîneur canadien. († 11 septembre 1997).
- 1934 :
  - Bob Turner, hockeyeur sur glace canadien. († 7 février 2005).
- 1936 :
  - Can Bartu, basketteur turc. (26 sélections en équipe de Turquie). († 11 avril 2019).
- 1939 :
  - Johnny Egan, basketteur puis entraîneur américain.
- 1940 :
  - Kitch Christie, joueur de rugby à XV puis entraîneur sud-africain. Sélectionneur de l'équipe d'Afrique du Sud de 1994 à 1995. Champion du monde de rugby à XV 1995. († 22 avril 1998).
- 1947 :
  - Bernard Guignedoux, footballeur puis entraîneur français.
  - Nolan Ryan, joueur de baseball américain.
- 1949 :
  - Rubén Pagnanini, footballeur argentin, Champion du monde de football 1978. (25 sélections en équipe d'Argentine).

### XXesièclede1951à2000
- 1954 :
  - Mauro Baldi, pilote de F1 et de courses automobile d'endurance italien. Vainqueur des 24 heures du Mans 1994.
  - Charles Jordan, footballeur français. († 10 novembre 2023).
- 1955 :
  - Kóstas Los, pilote automobile d'endurance grec.
  - Virginia Ruzici joueuse de tennis puis consultante TV roumaine. Victorieuse du tournoi de Roland Garros 1978.
- 1959 :
  - Arto Härkönen, athlète de lancer finlandais. Champion olympique du javelot aux Jeux de Los Angeles 1984.
  - Philippe Monnet, navigateur et copilote français. Vainqueur des Rallye Dakar 1992 et 1999. Détenteur du Record du tour du monde à l'envers en solitaire et en monocoque de 2000 à 2004.
- 1963 :
  - Manuela di Centa, fondeuse italienne. Médaillée de bronze du relais 4 × 5 km aux Jeux d'Albertville 1992 puis championne olympique sur 15 km et 30 km, médaillée d'argent des 5 km et 10 km et médaillée de bronze du relais 4 × 5 km aux Jeux de Lillehammer 1994 puis médaillée de bronze du relais 4 × 5 km aux Jeux de Nagano 1998.
- 1964 :
  - Sylvie Bernier, plongeuse canadienne. Championne olympique du tremplin de 3 m aux Jeux de Los Angeles 1984.
- 1966 :
  - JJ Lehto, pilote de F1 et de courses automobile d'endurance finlandais. Vainqueur des 24 Heures du Mans 1995 et 2005.
- 1972 :
  - Laurent Puigségur, handballeur français. Champion du monde 2001. Vainqueur de la Ligue des champions 2003. (72 sélections en Équipe de France).
- 1974 :
  - Yann Éliès, navigateur français. Vainqueur des Solitaire du Figaro 2012 et 2013. Détenteur du Trophée Jules-Verne 2002 et 2005.
- 1975 :
  - Stéphane Tanguy, footballeur français.
- 1977 :
  - Torri Edwards, athlète de sprint américaine. Médaillée de bronze du relais 4 × 100 m aux Jeux de Sydney 2000. Championne du monde du 100 m 2003 et championne du monde du relais 4 × 100 m 2007.
- 1979 :
  - Brahim Asloum, boxeur puis consultant TV français. Champion olympique des -48 kg aux Jeux de Sydney 2000. Champion du monde poids mi-mouches WBA du 8 décembre 2007 au 6 mai 2009.
- 1980 :
  - Nick Leventis, pilote de courses automobile d'endurance britannique.
  - Alan van der Merwe, pilote de courses automobile d'endurance sud-africain.
- 1981 :
  - Badr El Kaddouri, footballeur marocain. (47 sélections en équipe du Maroc).
- 1982 :
  - Cédric Fabien, footballeur français.
  - Allan McGregor, footballeur écossais. (42 sélections en équipe d'Écosse).
  - Alexei Verbov, volleyeur russe. Médaillé de bronze aux Jeux d'Athènes 2004 et aux Jeux de Pékin 2008. Champion d'Europe de volley-ball 2013. Vainqueur de la Ligue des champions 2003 et 2004. (211 sélections en équipe de Russie).
  - Guillaume Yango, basketteur français.
- 1983 :
  - Fabio Quagliarella, footballeur italien. (28 sélections en équipe d'Italie).
- 1984 :
  - Mikhail Hrabowski, hockeyeur sur glace biélorusse.
- 1985 :
  - Grégory Baugé, cycliste sur piste français. Médaillé d'argent de la vitesse par équipes aux Jeux de Pékin 2008 puis de la vitesse individuelle et par équipes aux Jeux de Londres 2012 ainsi que médaillé de bronze de la vitesse par équipes aux Jeux de Rio 2016. Champion du monde de cyclisme sur piste de la vitesse par équipes 2006 et 2008, champion du monde de cyclisme sur piste de la vitesse par équipe et médaillé d'argent de la vitesse individuel 2007, champion du monde de cyclisme sur piste de la vitesse individuelle et médaillé d'argent de la vitesse par équipes 2010 et 2012 puis champion du monde de cyclisme sur piste de la vitesse en individuel et par équipe 2009 et 2015, médaillé de bronze de la vitesse par équipes aux Mondiaux de cyclisme sur piste 2014.
  - Christophe Berra, footballeur écossais. (42 sélections en équipe d'Écosse).
- 1986 :
  - Elissa Alarie, joueuse de rugby à XV et à sept canadienne. (26 sélections avec l'Équipe du Canada féminine de rugby à XV).
  - Louise Guillet, poloïste française.
  - Pauline Parmentier, joueuse de tennis française. Victorieuse de la Fed Cup 2019.
- 1987 :
  - Silvia Domínguez, basketteuse espagnole. Médaillée d'argent aux jeux de Rio 2016. Championne d'Europe de basket-ball féminin 2013 et 2019. Victorieuse des Euroligue féminine 2011, 2012 et 2013. (146 sélections en équipe d'Espagne).
- 1988 :
  - Line Røddik Hansen, footballeuse danoise. (132 sélections en Équipe du Danemark).
  - Nemani Nadolo, joueur de rugby à XV fidjien. (31 sélections en équipe des Fidji).
- 1990 :
  - Felix Denayer, hockeyeur sur gazon belge. Médaillé d'argent aux Jeux de Rio 2016 puis champion olympique aux Jeux de Tokyo 2020. Champion du monde de hockey sur gazon 2018. Champion d'Europe masculin de hockey sur gazon 2019. (334 sélections en équipe de Belgique).
  - Jacob Markström, hockeyeur sur glace suédois. Champion du monde de hockey sur glace 2013.
- 1992 :
  - Jeff Hendrick, footballeur irlandais. (79 sélections en équipe de république d'Irlande).
  - Aleksandr Loguinov, biathlète russe. Médaillé de bronze du relais 4 × 7,5 km et du relais mixte aux Jeux de Pékin 2022. Champion du monde de biathlon du sprint 10km 2020.
  - Bouna Sarr, footballeur franco-guinéeo-sénégalais. Champion d'Afrique des nations de football 2021. (13 sélections avec l'équipe du Sénégal).
  - Tyler Seguin, hockeyeur sur glace canadien. Champion du monde de hockey sur glace 2015.
- 1993 :
  - Ahmed Alaaeldin, footballeur qataro-égyptien. (50 sélections avec l'équipe du Qatar).
  - Angela Malestein, handballeuse néerlandaise. Champion du monde féminin de handball 2019. (177 sélections en équipe des Pays-Bas).
- 1994 :
  - Deonte Burton, basketteur américain.
- 1995 :
  - Sam Skinner, joueur de rugby à XV écossais. (30 sélections en équipe d'Écosse).
- 1997 :
  - Donte DiVincenzo, basketteur américain.
  - Helene Gigstad Fauske, handballeuse norvégienne. (33 sélections en équipe de Norvège).
  - Anna Lazareva, volleyeuse russe.
  - Melvyn Richardson, handballeur français. Champion olympique aux Jeux de Tokyo 2020. Champion d'Europe masculin de handball 2024. Vainqueur des Ligues des champions masculine 2018 et 2022. (85 sélections en équipe de France).
- 2000 :
  - Luo Honghao, joueur de snooker chinois.
  - Safa Banouk, footballeuse marocaine. (1 sélection en équipe du Maroc).

### XXIesiècle
- 2001 :
  - Adam Siao Him Fa, patineur artistique français. Champion d'Europe de patinage artistique messieurs 2023 et 2024.
- 2002 :
  - Beñat Turrientes, footballeur espagnol.
- 2005 :
  - Dawid Drachal, footballeur polonais.
- 2006 :
  - Jesper Reitan-Sunde, footballeur norvégien.
  - Otto Ruoppi, footballeur finlandais.
- 2007 :
  - Jacob Hödl, footballeur autrichien.

## Décès

### XXesièclede1901à1950
- 1918 :
  - Léon Houa, 50 ans, coureur cycliste belge. Champion de Belgique sur route en 1894. (° 8 novembre 1867).
- 1925 :
  - Jim Driscoll, 44 ans, boxeur britannique. (° 15 décembre 1880).
- 1927 :
  - Sybil Bauer, 23 ans, nageuse américaine. Championne olympique du 100 m dos aux Jeux de Paris en 1924. (° 18 septembre 1903).

### XXesièclede1951à2000
- 1941 :
  - Verner Järvinen, 70 ans, athlète de lancers finlandais. Médaillé de bronze du disque grec aux Jeux de Londres 1908. (° 4 mars 1870).
- 1949 :
  - Lisa Resch, 40 ans, skieuse alpine allemande. Vice-championne du monde du slalom et du combiné et médaillé de bronze de la descente en 1934, médaillée de bronze du slalom en 1937, championne du monde de la descente et médaillée d'argent du combiné en 1938 et médaillée d'argent de la descente et de bronze du combiné en 1939. (° 4 octobre 1908).
- 1953 :
  - Felix Endrich, 31 ans, bobeur suisse. Champion olympique de bob à deux aux Jeux de Saint-Moritz en 1948 et champion du monde de bob à deux en 1949 puis en 1953. (° 5 décembre 1921).
- 1954 :
  - Vivian John Woodward, 74 ans, footballeur anglais. Champion olympique aux Jeux de Londres 1908 et aux Jeux de Stockholm 1912. (59 sélections avec l'équipe d'Angleterre et 6 avec l'équipe de Grande-Bretagne). (° 3 juin 1879).
- 1960 :
  - Harry Blanchard, 30 ans, pilote de courses automobile américain. (° 13 juin 1929).
- 1966 :
  - Frej Liewendahl, 63 ans, athlète de demi-fond et de fond finlandais. Champion olympique du 3 000m par équipes aux Jeux de Paris 1924. (° 22 octobre 1902).
- 1974 :
  - Glenn Morris, 61 ans, athlète américain. Champion olympique du décathlon aux Jeux de 1936 à Berlin. Détenteur du record du monde du décathlon entre 1936 et 1950. (° 18 juin 1912).
- 1983 :
  - Gregorio Blasco, 73 ans, footballeur espagnol. (5 sélections en équipe d'Espagne). (° 10 juin 1909).
- 1986 :
  - Moderato Wisintainer, 83 ans, footballeur brésilien. (5 sélections en équipe du Brésil). (° 14 juillet 1902).
- 1993 :
  - Frithjof Ulleberg, 81 ans, footballeur norvégien. Médaillé de bronze aux Jeux olympiques de Berlin en 1936. (14 sélections en équipe de Norvège). (° 10 septembre 1911).
- 1996 :
  - Maj Jacobsson, 86 ans, athlète suédoise. Médaillée d'or aux Jeux mondiaux féminins de 1930 sur 80 m haies. (° 25 novembre 1909).

### XXIesiècle
- 2004 :
  - Eleanor Holm, 90 ans, nageuse américaine. Championne olympique du 100 m dos aux Jeux de 1932 à Los Angeles. (° 6 décembre 1913).
- 2009 :
  - Pieter Van den Bosch, 81 ans, footballeur belge. (2 sélections en équipe de Belgique). (° 31 octobre 1927).
- 2012 :
  - Stefano Angeleri, 85 ans, footballeur puis entraîneur italien. (° 26 août 1926).
- 2015 :
  - Diego De Leo, 94 ans, arbitre de football italien ayant arbitré la finale des Jeux olympiques de 1968. (° 5 décembre 1920).
  - Udo Lattek, 80 ans, footballeur puis entraîneur allemand. (° 16 janvier 1935).
- 2016 :
  - Betty Rosenquest, 90 ans, joueuse de tennis américaine. (° 15 avril 1925).
- 2018 :
  - Rasual Butler, 38 ans, basketteur américain. (° 23 mai 1979).
  - Azeglio Vicini, 84 ans, footballeur puis entraîneur italien. Sélectionneur de l'équipe d'Italie de 1986 à 1991. (° 20 mars 1933).
- 2019 :
  - Kálmán Ihász, 77 ans, footballeur hongrois. Champion olympique aux Jeux de Tokyo 1964. (26 sélections en équipe de Hongrie). (° 6 mars 1941).
  - Pablo Larios, 58 ans, footballeur mexicain. (48 sélections en équipe du Mexique). (° 31 juillet 1960).
  - Graham Stilwell, 73 ans, joueur de tennis britannique. (° 15 novembre 1945).
- 2024 :
  - Maria Musso, 92 ans, athlète italienne. Médaillée de bronze du relais 4 × 100 mètres lors des Championnats d'Europe de 1954. (° 14 juillet 1931).
  - Alexeï Spirine, 72 ans, Arbitre de football soviétique. (° 4 janvier 1952).